# الدوري السويدي الدرجة الأولى 1990
الدوري السويدي الدرجة الأولى 1990 (بالسويدية: Division 1 i fotboll 1990)‏ هو موسم من الدوري السويدي الدرجة الأولى. فاز فيه نادي سوندسفال ‏.